# Ваверн (Бітбург-Прюм)
Ваверн (нім. Wawern) — громада в Німеччині, розташована в землі Рейнланд-Пфальц. Входить до складу району Бітбург-Прюм. Складова частина об'єднання громад Прюм.
Площа — 7,64 км2. Населення становить 269 ос. (станом на 31 грудня 2020).